# Edward Tomasz Massalski
Edward Tomasz Rajmund Wareg Massalski (ur. 23 listopada 1799 w Rudawce k. Nieświeża, zm. 28 czerwca 1879 w Leuven) – polski pisarz, publicysta klasycyzmu.
Pochodził z rodziny książęcej Massalskich. Był synem Onufrego Warega i Katarzyny z Korbutów. Miał brata Józefa.
Podczas studiów w Wilnie należał do Zgromadzenia Filaretów. 18 sierpnia 1830 r. ożenił się z Pauliną Nowosielską. W 1832 r., wskutek rozczarowania upadkiem powstania listopadowego, wyjechał do Petersburga. Następnie przebywał na Wołyniu. Stamtąd powrócił do kraju. Osiadł w Warszawie prowadząc działalność publicystyczną na łamach tamtejszych gazet. 
Głównym dziełem Massalskiego była, pomyślana jako kontynuacja Pana Podstolego Ignacego Krasickiego, powieść Pan Podstolic, albo czym jesteśmy, czym być możemy (1833), podejmująca aktualną problematykę społeczną i ekonomiczną. Niezwykle cenną pozostałością po Massalskim jest także dzieło Tablice porównawcze wszystkich wiadomych monet, wag i miar wyrachowanych na monety, wagi i miary nowe francuskie, nowe polskie i rossijskie (1834), wydane w języku polskim i rosyjskim. Umożliwia ona porównanie szeregu jednostek z okresu staropolskiego z miarami, powstałymi po okresie zaborów. Pozostawił także po sobie pamiętnik z lat 1799–1853 (wydany częściowo w zbiorze Z filareckiego świata w 1924 r.).